# Wissenschaftliche Regionalbibliothek Lörrach
Die Wissenschaftliche Regionalbibliothek Lörrach (WRB) ist eine allgemeinbildende Regionalbibliothek im baden-württembergischen Lörrach.

## Geschichte
Die Wissenschaftliche Regionalbibliothek Lörrach resultierte aus der im Frühjahr 1984 beschlossenen Auflösung der Pädagogischen Hochschule (PH) in Lörrach. Unter anderen bemühten sich der damalige Landrat Alois Rübsamen und Altoberbürgermeister Egon Hugenschmidt, den Medienbestand der Hochschulbibliothek für die gesamte Bevölkerung zu erhalten und zugänglich zu machen. Aus diesem Grund konstituierte sich am 15. Mai 1984 ein gemeinnütziger Förderkreis in Form eines eingetragenen Vereins, um den Auf- und Neubau einer neuen Bibliothek durchzuführen: der Förderkreis der Wissenschaftlichen Regionalbibliothek in Lörrach. Am 8. März 1985 wurde die WRB in den Kellerräumen des Hauses Haagener Straße 49 in der Lörracher Nordstadt feierlich eröffnet und der Öffentlichkeit übergeben. Sie wurde dem Schulamt und damit dem baden-württembergischen Kultusministerium unterstellt. Durch die Landesverwaltungsreform 2005 ergab sich eine Übertragung der Zuständigkeit an das Landratsamt, und drei Jahre später war das baden-württembergische Wissenschaftsministerium für die Regionalbibliothek verantwortlich. Damit wurde sie rückwirkend zum 1. Januar 2008 der damaligen Berufsakademie Lörrach (BA) angegliedert, der heutigen Dualen Hochschule Baden-Württemberg Lörrach (= DHBW). Damit einher folgte im Sommer 2008 ein Umzug in die jetzigen, zentral in der Innenstadt gelegenen Räume eines ehemaligen KBC-Verwaltungsgebäude in der Marie-Curie-Straße 4. Dort wurde die Bibliothek als Teil der Zweigbibliothek der DHBW Lörrach am 8. September 2008 für den Publikumsverkehr wieder eröffnet. Der Förderkreis beschloss und tätigte aus seinen Mitteln zunächst weiterhin alle Neuanschaffungen für die Bibliothek und stellte als Eigentümer die Bücher und anderen Medien zur kostenlosen Ausleihe zur Verfügung. Da die Zukunft der WRB mit Unterbringung in der DHBW Lörrach gesichert war, löste sich der Förderkreis am 5. März 2013 auf.

## Beschreibung
Der Bestand ist öffentlich zugänglich und kann über den Katalog der Bibliothek der DHBW Lörrach vollumfänglich recherchiert werden. Er eignet sich durch seinen allgemeinbildenden Charakter insbesondere für interdisziplinäre Fragestellungen. Er ist insofern nicht allein für die Studierenden und Mitarbeitenden der DHBW Lörrach von Interesse, sondern unter anderem auch für die Schülerinnen und Schüler der nahegelegenen Gymnasien sowie regionale Institutionen des kulturellen Lebens (zum Beispiel Vereine). Ein Schwerpunkt der über 16.000 Medien bilden rund 7.000 Titel zu landeskundlichen Themen aus dem Raum Lörrach, Basel, Elsass, Nordwestschweiz und Südbaden mit Bodenseeraum – eine Ergänzung zum internationalen Profil der Hochschule. Darüber hinaus werden diverse Fachgebiete abgedeckt. Der Bestand wird auch durch Führungen und weitere Veranstaltungen vermittelt. Die Nutzerinnen und Nutzer haben zudem die Möglichkeit, gegen Gebühr den Service der elektronische Fernleihe zu nutzen.